# Antônio Francisco
Nininho (Campinas, Brasil, 6 de noviembre de 1923-Campinas, Brasil, 8 de octubre de 1997) fue un futbolista de Brasil que jugó en la posición de delantero centro.

## Carrera

### Club
| Periodo   | Club           |
| --------- | -------------- |
| 1937–1943 | Campinas FC    |
| 1944–1953 | Portuguesa     |
| 1953–1956 | AA Ponte Preta |
| 1956–1957 | Catanduva FC   |
| 1957–1958 | AA Ponte Preta |

### Selección nacional
Jugó para Brasil en cuatro partidos de la Copa América 1949 en donde anotó tres goles y fue campeón del torneo.

## Logros
- Copa América (1): 1949